# 邑廟區
邑廟区是中华人民共和国上海市歷史上的一個市轄區，目前是黄浦区的一部分。

## 歴史
1945年，邑廟区成立。區名來自於上海城隍廟。當時它当时四界为：东临黄浦江，西与北以民国路为界，南至大码头街及肇嘉路。面积1.563平方公里。1956年3月，卢湾、嵩山、蓬萊三区的部分地块并入该区。此時他位於黄浦江以西，黄陂南路、马当路以东，复兴东路、合肥路以北，延安东路、人民路以南。此時面积达3平方公里。1960年1月，邑廟區的一部分與蓬萊區合併為南市区，另一部分劃入盧灣區以及黃浦區。